# Noordelijke Zeeroute

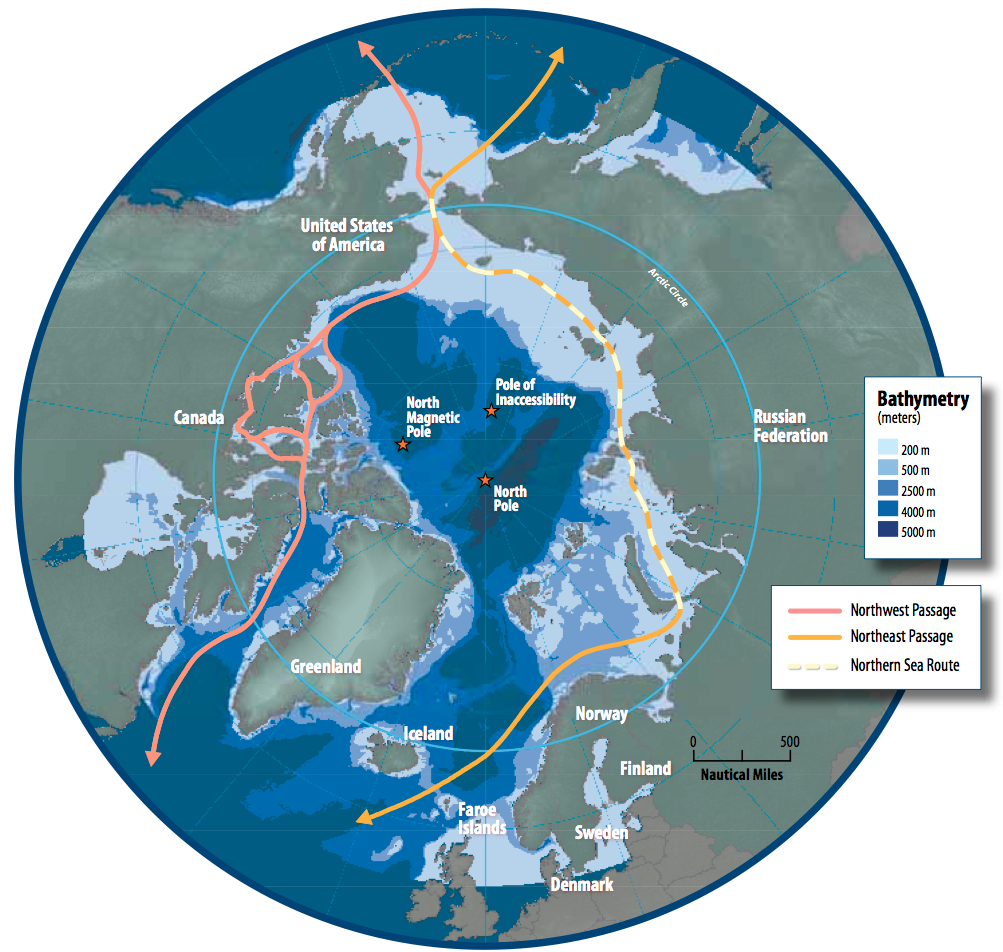
Het noordpoolgebied met de Noordelijke Zeeroute, in de context van de Noordoostelijke Doorvaart en de Noordwestelijke Doorvaart

De Noordelijke Zeeroute is een officiële passage die de Karische Poort verbindt met de Beringzee (Grote Oceaan). De zeeroute loopt volledig door Russische wateren en vormt een deel van de langere noordoostelijke doorvaart. De route ligt volledig in het Poolgebied en was maar twee tot drie maanden per jaar ijsvrij (arctische zomer). Intussen is door de opwarming van de Aarde een (praktisch) ijsvrije doorvaart mogelijk. De route omvat niet de Barentszzee en is dus geen verbinding tussen de Atlantische en Grote Oceaan.

## Route
De route loopt in strikte zin vanaf de Karische Poort naar de Baai van Providenieja in Tsjoekotka en heeft een lengte van ongeveer 5600 kilometer. Na de Karische Poort doorkruist de route de Karazee, Laptevzee, de Oost-Siberische Zee, de Beringstraat en een deel van de Beringzee. De langste afstanden binnen Rusland zijn tussen Vladivostok en Moermansk (10.400 km) en Vladivostok en Archangelsk (10.600 km). In oostelijke richting wordt de route soms doorgetrokken tot Vladivostok. In westelijke richting kan de route doorgetrokken worden tot de westkust van Scandinavië, waarmee de route ongeveer 6500 kilometer lang is.

## Russische belangen
Rusland heeft het soeverein recht op dit gebied (200 zeemijl buiten de kust) aangezien de route behoort tot zijn Exclusieve economische zone (EEZ), wat een economisch voordeel oplevert. De Russische poolonderzoeker Artoer Tsjilingarov zei over de route: "это ось развития нашего Крайнего Севера" ('De Noordelijke Zeeroute is de as van de ontwikkeling van ons Hoge Noorden'). Russische vicepremier Dmitry Rogozin verklaarde op 12 december 2015 dat Rusland al de mogelijkheden heeft om de Noordelijke Zeeroute het hele jaar door operationeel te houden en zijn verantwoordelijkheid hierbij moet opnemen. Verder heeft Rusland ook een belangrijke troef in handen omtrent exploitatie van de aanwezige grondstoffen, het recht op visserij en het recht op wetenschappelijk onderzoek. Tijdens de Sovjetperiode was de Noordelijke Zeeroute van groot belang aangezien deze het Europese deel van Rusland verbond met het Russische Verre Oosten, zonder hierbij in de buurt van vijandige landen te komen.